# Combine (Texas)
Combine is een plaats (city) in de Amerikaanse staat Texas, en valt bestuurlijk gezien onder Dallas County en Kaufman County.

## Demografie
Bij de volkstelling in 2000 werd het aantal inwoners vastgesteld op 1788.
In 2006 is het aantal inwoners door het United States Census Bureau geschat op 2077, een stijging van 289 (16,2%).

## Geografie
Volgens het United States Census Bureau beslaat de plaats een oppervlakte van
18,7 km², geheel bestaande uit land.

## Plaatsen in de nabije omgeving
De onderstaande figuur toont nabijgelegen plaatsen in een straal van 16 km rond Combine.